# Birger Lindberg

Birger Lindberg mit zwei Begleitern auf Safari in Deutsch-Ostafrika um 1912

Birger Barnabas Lindberg (25. November 1876 in Wyborg – 6. Januar 1940 in Den Haag) war ein finnischer Bergingenieur und Schriftsteller.
Birger Barnabas Lindberg war der Sohn des Vermessers Alexander Barnabas Lindberg (1830–1905). Nach dem Besuch des Lyceums in Wyborg nahm er 1897 ein Studium an der Universität Helsinki auf, das er 1902 mit B.A. und 1903 mit M.A. abschloss. Kurz darauf schrieb er sich an der Bergakademie Freiberg ein, wo er 1904 sein Diplom als Bergingenieur und Markscheider erhielt.
Er arbeitete zunächst als Ingenieur in Ceylon und Niederländisch-Indien. Schließlich wurde er um 1912 stellvertretender Leiter der Goldmine Sekenke der Kironda-Goldminen-Gesellschaft in Deutsch-Ostafrika.
Lindberg schrieb seine Erlebnisse in Niederländisch-Indien 1910 unter dem Titel Sumatra: reseskildringar (deutsch: Sumatra: Reiseberichte) nieder. Über die Zeit in Deutsch-Ostafrika berichtete er u. a. in Terra, der Zeitschrift der Finnischen Geographischen Gesellschaft.

## Schriften
- Sumatra: reseskildringar, af en landsman (= Kurirens följetongsbibliotek, Nr. 2 (1910)), Helsinki 1910.
- Fraan det inre af Afrika, in: Terra. Suomen maantieteellisen seuran aikakauskirja, 1914, Nr. 1, S. 267–284.